# Flor marchita
Flor marchita es una película mexicana que se estrenó en el cine el 3 de julio de 1969. Fue dirigida por Rogelio A. González, y contó con las actuaciones estelares de la actriz María Rivas, la abuelita del cine mexicano Sara García, Guillermo Murray, y con las participaciones de Ofelia Guilmáin, Jorge Lavat, Nora Larraga "Karla", José Gálvez, Carlos Piñar, y el actor italiano Aldo Monti.

## Sinopsis
Esther (María Rivas) es una jovencita de quince años de la alta sociedad, quien en su fiesta de quince años conoce a un hombre maduro llamado Renatto Conti (Aldo Monti), el hombre siendo un estafador enamora a Esther por medio de cartas, la joven ingenua de la situación y desatendida por sus padres, tiene un encuentro fortuito con el, del cual resulta embarazada. Esther al enterarse de su embarazo se lo dice a su nana, quien estaba enterada del enamoramiento de la joven con el hombre mayor, Renatto fue apresado sin nunca saber del embarazo al igual que los padres de Esther, quienes la envían a estudiar a un internado de monjas. Pasado un tiempo el padre de la adolescente atiende una llamada de la madre superiora del instituto de Esther, para comunicarle que su hija estaba embarazada y que no podría continuar sus estudios con ellos, al escuchar la noticia, el padre de Esther sufre un infarto, pero logra confersarle la situación de Esther a su esposa y madre de la misma, Eugenia (Ofelia Guilmain), quien no sabía nada al respecto de la aventura de su hija con el hombre. Esther y su madre pierden el patrimonio familiar y huyen al exterior para esconder el embarazo de la joven, una vez que Esther da a luz a una niña, su madre la registra como hija suya para esconder la deshonra familiar. 
Esther desconsolada por haber sido apartada de su hija, la cual su autoritaria madre la obliga a ver como su hermana (lo repite en múltiples ocasiones) se ve obligada a volverse el sustento de la familia. 
Para la buena suerte de Esther logra ser aceptada en una financiera después de graduarse, en donde trabajaba siendo constantemente molestada y catalogada de "solterona". En el ámbito familiar, la hija de Esther, Gena (cuyo nombre es Eugenia como la madre de Esther, quien la nombra como tal en el momento de su nacimiento) crece como una adolescente bella, pero frívola y caprichosa, además que disfruta de hacer desplantes groseros a Esther y Hugo (hermano menor de Esther, quien cree que Gena es su hermana menor, pues desconoce el origen de la situación pasada en la adolescencia de su hermana siendo el un niño pequeño) quien vive en constante pleito con la déspota adolescente. 
Esther con el pasar del tiempo se vuelve una solterona tristes y resentida, situación en que Gena y su madre no hacen más que recalcar y se siente sin derecho a amar y querer a alguien, hasta que su nana (Sarah Garcia) le recuerda que para ella no es tarde aún para encontrar el amor, pese a que su madre la llame una "flor marchita".